# Сент-Джеймсский парк
Сент-Джеймсский парк (англ. St. James’s Park) — королевский парк в Вестминстере, начинающий «зелёный пояс» в центре Лондона, который тянется отсюда на запад через Грин-парк и Гайд-парк к Кенсингтонским садам. С севера на парк выходит Сент-Джеймсский дворец, с запада — Букингемский дворец, с востока — Министерство иностранных дел.
Сент-Джеймсский парк считается старейшим в Лондоне. Как и близлежащий дворец, он наречён в память о когда-то стоявшей здесь богадельне во имя св. Иакова Младшего (Джеймса).
В казну его приобрёл (у кардинала Уолси) король Генрих VIII. Прошло много лет, прежде чем Яков I Стюарт велел осушить болота и разместил здесь зверинец с диковинными животными — верблюдами, крокодилами и слоном. Приехавший из Франции после реставрации монархии Карл II переделал парк на манер версальских садов и проложил канал.
Принц-регент, сочтя такой дизайн старомодным, в начале XIX века приказал Джону Нэшу насадить деревья, а канал превратить в пруд. В таком виде парк и дошёл до наших дней. К северу от него был проложен для торжественных процессий особый проспект — Мэлл.